# Todus mexicanus
Todus mexicanus là một loài chim trong họ Todidae.